# Stare Złotno
Stare Złotno (dawn. Złotno Stare) – dawna podłódzka miejscowość, od 1946 osiedle w zachodniej części Łodzi, w dzielnicy Polesie. Administracyjnie wchodzi w skład osiedla Złotno. Rozpościera się w rejonie ulicy Stare Złotno.

## Historia
Złotno Stare to dawna wieś i kolonia, od 1867 w gminie Rąbień. W okresie międzywojennym obie miejscowości należały do powiatu łódzkiego w woj. łódzkim. W 1921 roku liczba mieszkańców wsi Złotno Stare wynosiła 249 a kolonii 41. 1 kwietnia 1927 Stare Złotno wyłączono z gminy Rąbień i włączono do gminy Brus. 1 września 1933 utworzono gromadę (sołectwo) o nazwie Stare Złotno w granicach gminy Brus, składającą się ze wsi Stare Złotno i Leonów. Podczas II wojny światowej włączona do III Rzeszy.

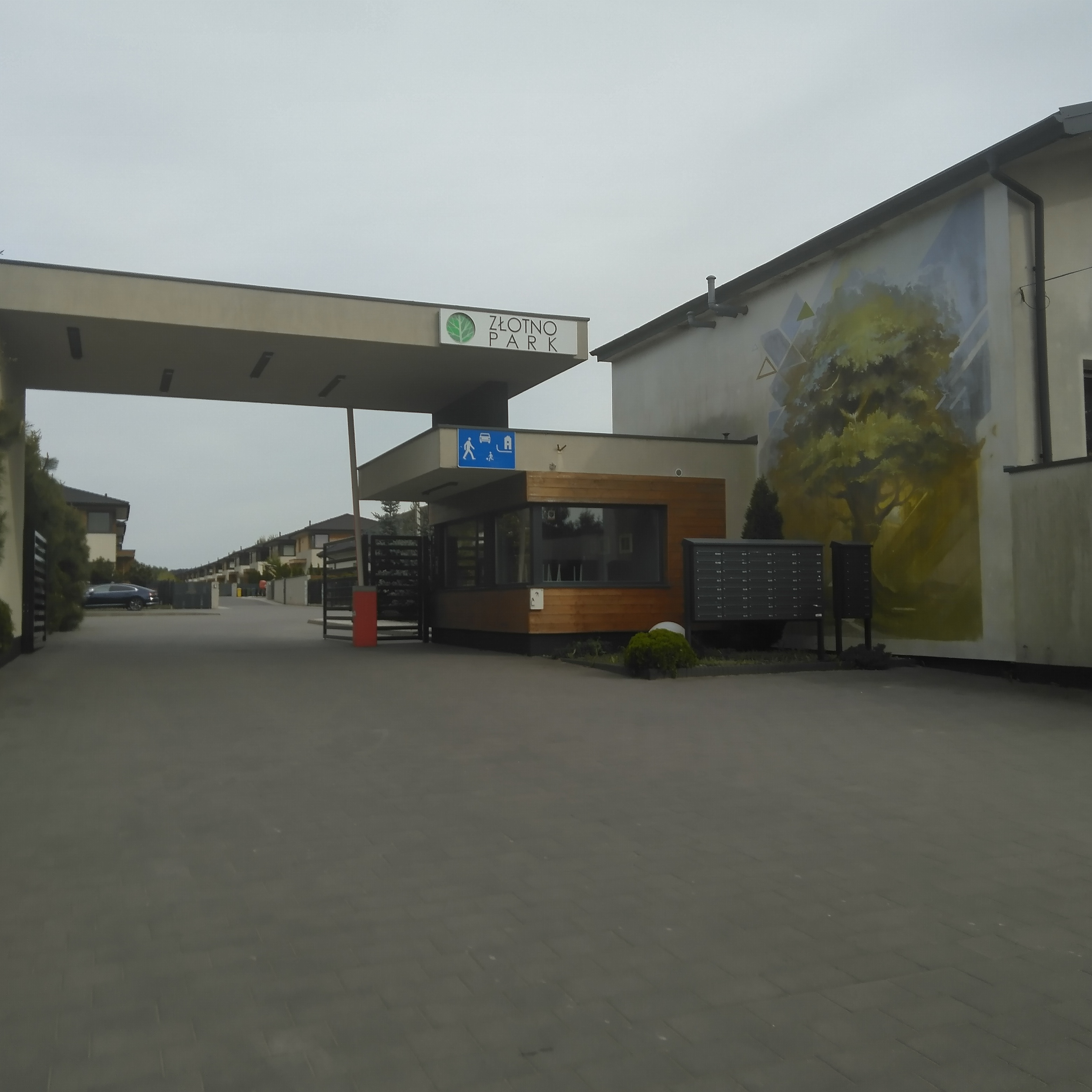
Współczesne osiedle domów jednorodzinnych "Złotno Park" (ulica Stare Złotno 93)

Po wojnie Stare Złotno powróciło na krótko do powiatu łódzkiego woj. łódzkim, lecz już 13 lutego 1946 włączono je do Łodzi.